# Amegilla grisescens
Amegilla grisescens là một loài Hymenoptera trong họ Apidae. Loài này được Rayment mô tả khoa học năm 1931.